# Crossleys vanga
De Crossleys vanga (Mystacornis crossleyi) is een zangvogel uit de familie Vangidae (vanga's). Alfred Grandidier beschreef de soort in 1870 en noemde ze naar de ontdekkingsreiziger Alfred Crossley die jarenlang door Madagaskar reisde en daar onder meer dit dier had verzameld. Grandidier deelde de soort in bij het geslacht Bernieria.

## Verspreiding en leefgebied
Deze soort is endemisch in oostelijk Madagaskar.

## Status
De grootte van de populatie is niet gekwantificeerd maar de soort wordt omschreven als vrij algemeen. Op de Rode lijst van de IUCN heeft deze soort de status niet bedreigd.